# Místokrálovství Río de la Plata
Místokrálovství Río de la Plata (španělsky Virreinato del Río de la Plata) byla španělská kolonie, která byla vyčleněna v roce 1776 z Místokrálovství Peru na ochranu svých jižních provincií před britským a portugalským vlivem. Rozkládalo se na území dnešních států Argentina, Paraguay, Uruguay a Bolívie. Svůj název dostalo podle zálivu-estuáru Río de la Plata, přes který probíhal téměř veškerý námořní styk se zbytkem světa.
25. května 1810 vyhlásila nezávislost Argentina a 15. května 1811 Paraguay podnikla stejný krok, což značilo faktický konec existence místokrálovství.

## Seznam místokrálů
- Pedro Antonio de Cevallos (1776–1778)
- Juan José de Vértiz y Salcedo (1778–1784)
- Cristóbal del Campo (1784–1789)
- Nicolás Antonio de Arredondo (1789–1795)
- Pedro Melo de Portugal y Villena (1795–1798)
- Antonio Olaguer Feliú y Heredia (1798–1799)
- Gabriel de Avilés y del Fierro (1799–1801)
- Joaquín del Pino y Rozas (1801–1804)
- José Fernando Abascal y Sousa (1804)
- Rafael de Sobremonte (1804–1807)
- Santiago de Liniers (1807–1809)
- Baltasar Hidalgo de Cisneros (1809–1810)
- Francisco Javier de Elío (1810–1811)